# Logan megye (Ohio)
Logan megye az Amerikai Egyesült Államokban, azon belül Ohio államban található. Megyeszékhelye és legnagyobb városa Bellefontaine. Lakosainak száma 46 150 fő (2020. április 1.). Logan megye Hardin, Champaign, Union, Shelby és Auglaize megyékkel határos.

## Népesség
A megye népességének változása:
| Lakosok száma | 45 778 | 45 634 | 45 442 | 45 481 | 45 386 | 46 150 |
|               | 2010   | 2011   | 2012   | 2013   | 2015   | 2020   |